# Cushing (Iowa)
Cushing – miasto w Stanach Zjednoczonych, w stanie Iowa, w hrabstwie Woodbury.

## Demografia
Zgodnie ze spisem statystycznym z 2000 roku, miasto liczyło 246 mieszkańców. W 2023 roku liczba mieszkańców spadła nieznacznie do 223 osób, a gęstość zaludnienia poniżej 279 osób/km².